# 朝来市朝来歴史民俗資料館
朝来市朝来歴史民俗資料館（あさごし あさごれきしみんぞくしりょうかん）は、兵庫県朝来市多々良木にある歴史民俗資料館。兵庫県指定有形民俗文化財。
関西電力奥多々良木発電所の多々良木ダム建設に伴い、人造湖の湖底に沈むことになった民家を、1974年（昭和49年）に現在地に移築し、歴史民俗資料館として保存使用している。
朝来市にはこの他に歴史民俗資料館として、朝来市生野書院（生野町）、朝来市和田山歴史民俗資料館（和田山町）、朝来市和田山郷土文化財館（和田山町）がある。

## 沿革
- 1954年（昭和29年）3月31日 - 中川村・山口村が合併して朝来町が発足。
- 1974年（昭和49年）- 旧井上家住宅を現在地に移築。朝来町歴史民俗資料館とする。
- 1975年（昭和50年）3月18日 - 兵庫県指定有形民俗文化財。
- 2005年（平成17年）4月1日 - 朝来町と朝来郡下の3町が合併し朝来市が発足。朝来市朝来歴史民俗資料館と改称。

## 施設概要
- 名称：朝来市朝来歴史民俗資料館（旧井上住宅）[5]
- 種別： 兵庫県指定有形民俗文化財[3]
- 年代：江戸時代前半
- 指定日：1975年（昭和50年）3月18日
- 構造：木造茅葺入母屋造（桁行 13.3 メートル､梁間 7.4 メートル）
- 間取り：三間取り（ミセの間、奥の間、寝間）と囲炉裏

## 利用情報
- 所在地：兵庫県朝来市多々良木724番地
- 開館日：9時30分から16時30分まで
- 休館日：月曜日、年末年始（12月28日から 翌年1月4日）
- 駐車場：あり

## 交通アクセス
- 鉄道

JR西日本 播但線新井駅から約 5Km
- 自動車

朝来ICから車で約8分

## 周辺情報
- あさご芸術の森美術館
- 多々良木川
- 多々良木ダム